# Phyllocarida
Phyllocarida là một phân lớp giáp xác gồm một bộ còn tồn tại (Leptostraca) và 2 bộ đã tuyệt chủng (Hymenostraca và Archaeostraca).

## Hình ảnh

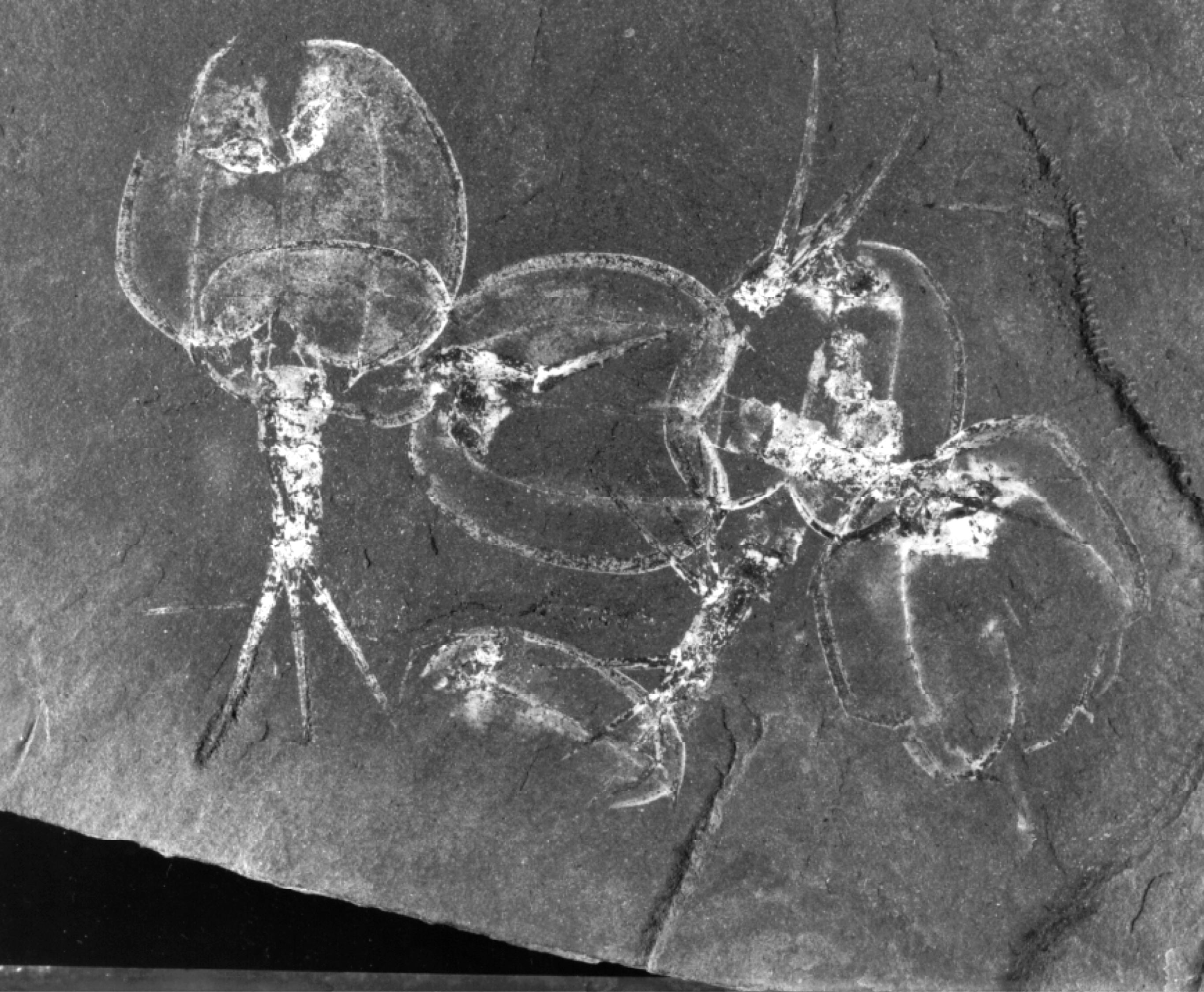